# Черноморочка (гандбольный клуб)
«Черноморочка» — профессиональный российский женский гандбольный клуб из Новороссийска. Образован в 2022 году. С сезона 2022/2023 годов выступает в Суперлиге.

## История
Основан в 2022 году по инициативе Сергея Шишкарёва, владельца Новороссийского порта. Первым главным тренером клуба стал Сергей Иванович Матяж. Первый сезон команда провела в Высшей лиге чемпионата России, одержав в 30 матчах 28 побед. По результатам сезона команда завоевала первое место в первенстве, что позволило ей сезон 2023/2024 годов начать в Суперлиге России. Клуб являлся участников Кубка России по гандболу 2022/2023 годов, в турнире новороссийские гандболистки дошли до стадии 1/4 финала, где уступили представителю Суперлиги звенигородской «Звезде» — 19:27.
В 2023 году главным тренером клуба был назначен Алексей Гумянов, при этом предыдущий главный тренер Серегей Матяж, остался в тренерском штабе. В первом для клуба сезоне в Суперлиге, клуб из Новороссийска, вошёл в четверку сильнейших по итогам раунда плей-офф чемпионата.

## Достижения
Кубок России
- Бронзовый призёр Кубка России по гандболу — 2025